# Callostylis pulchella
Callostylis pulchella là một loài thực vật có hoa trong họ Lan. Loài này được (Lindl.) S.C.Chen & Z.H.Tsi mô tả khoa học đầu tiên năm 1984.